# Ustava Republike Hrvaške
Ustava Republike Hrvaške (hrvaško Ustav Republike Hrvatske, tudi božična ustava) je temeljni pravni akt Republike Hrvaške, ki jo razglasi hrvaški parlament.

## Zgodovina
Medtem ko je bila del socialistične Jugoslavije, je imela Socialistična republika Hrvaška svojo ustavo po ustavi Jugoslavije. Po prvih večstrankarskih parlamentarnih volitvah aprila 1990 je parlament izvedel različne ustavne spremembe. 22. decembra 1990 so zavrnili komunistični enopartijski sistem in sprejeli liberalno-demokratično ustavo Hrvaške kot Republike Hrvaške. Dokument je včasih znan tudi kot božična ustava.
Ustava je bila spremenjena v začetku leta 1998. Ustava iz leta 1990 je uporabljala polpredsedniški model Francoske pete republike z velikimi predsedniškimi izvršnimi pooblastili, ki so deljena z vlado. Leta 2000 in 2001 je hrvaški parlament ustavo spremenil tako, da je dvodomni parlament spremenil v zgodovinskega enodomnega in zmanjšal pristojnosti predsednika. Ustava je bila nazadnje spremenjena leta 2013. Ta ustavna sprememba opredeljuje zakonsko zvezo na Hrvaškem kot zvezo moškega in ženske. Velja od 1. januarja 2014. 